# Верещица (село)
Вере́щица (укр. Верещиця) — село в Ивано-Франковской поселковой общине Яворовского района Львовской области Украины.